# Собор Рождества Христова (Хабаровск)
Христорождественский собор — православный храм в городе Хабаровске. Относится к Хабаровской епархии Русской православной церкви.

## Описание
Деревянная церковь была построена в 1900 и освящена во имя Рождества Христова в 1901 году. Строительство осуществлялось на средства фонда императора Александра III, образованного специально для церковного и школьного строительства в районе Сибирской железной дороги. Это была церковь-школа. В народе её называли «Вокзальной» или «Высыльной». В церкви окормлялись перевозимые через Хабаровск ссыльные. К храму были приписаны также несколько воинских частей. Со временем была расширена трапезная и пристроена панихидная.
В конце 1930-х церковное здание было передано Дальневосточной железной дороге под детский сад. В 1945 году здание возвратили церкви. Через год пристроили придел Иннокентия Иркутского. В том же году, после учреждения Хабаровской и Владивостокской епархии, бывшая небольшая «вокзальная» церковь стала епархиальным кафедральным собором и оставалась им до постройки в 2004 году нового Спасо-Преображенского собора.